# Tinh thể học tia X

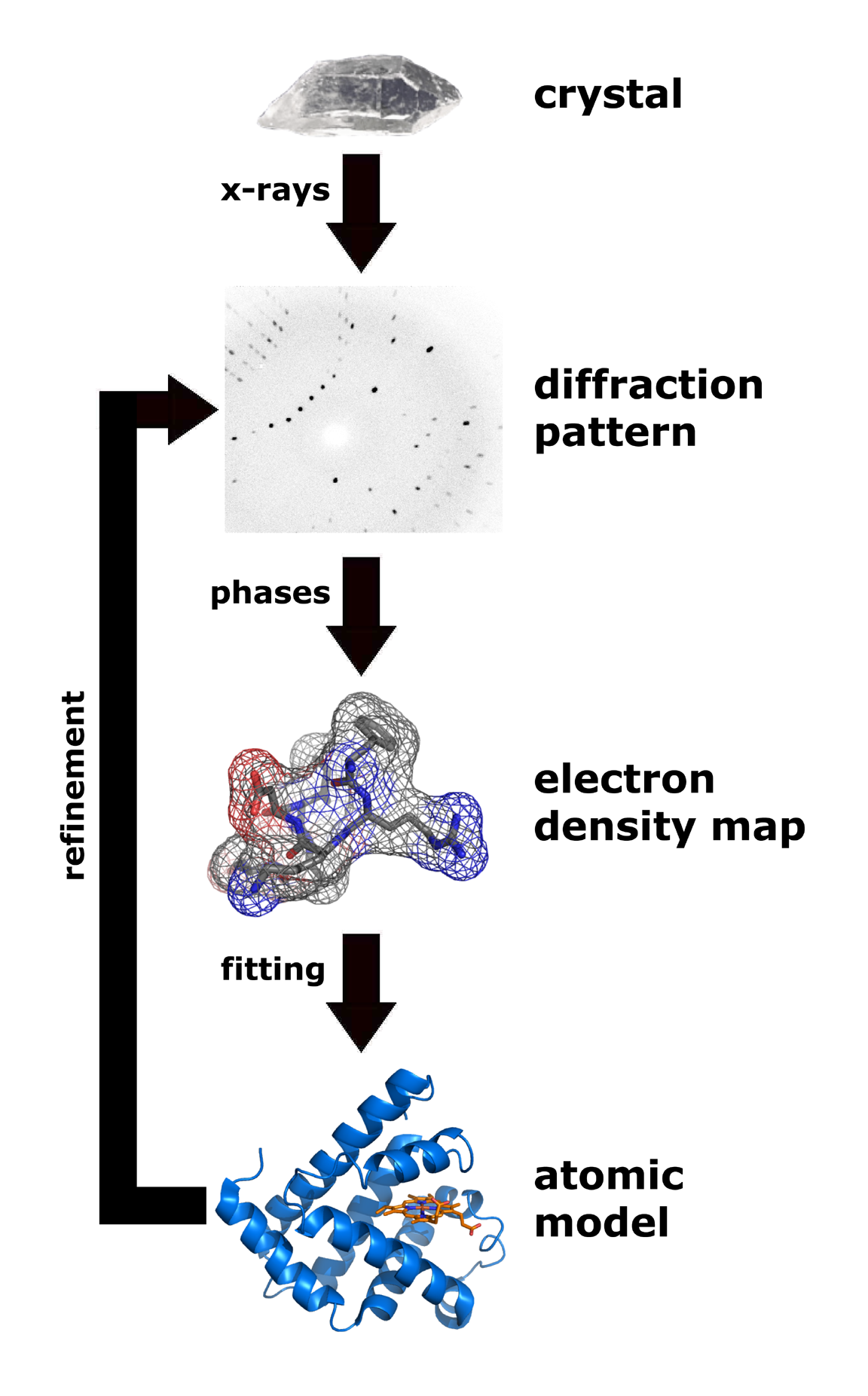
Workflow for solving the structure of a molecule by X-ray crystallography

Tinh thể học tia X là ngành khoa học xác định sự sắp xếp của các nguyên tử bên trong một tinh thể dựa vào dữ liệu về sự phân tán của các tia X sau khi chiếu vào các electron của tinh thể. Sau khi xây dựng được hình ảnh 3 chiều của mật độ các electron bên trong tinh thể, vị trí của nguyên tử tính trung bình, các liên kết hóa học... có thể được thu thập.
Bước quan trọng trong tinh thể học tia X là sự nhiễu xạ tia X từ tinh thể. Một tinh thể là một vật rắn với các nguyên tử bên trong có trật tự cố định và được lặp đi lặp lại dọc theo 3 hướng chính gọi là vector cơ sở hay vector lưới (bais  hay lattice). Nhiều chất có thể chuyển về dạng tinh thể như muối, kim loại, khoáng chất, chất bán dẫn, cũng như các phân tử vô cơ, hữu cơ hay sinh học khác.
Sau khi thu được dạng tinh thể của một chất, nó sẽ được treo lên máy đo góc (goniometer) và được bắn tia X vào, tạo ra các mẫu nhiễu xạ của các điểm gọi là điểm phản xạ. Tiếp, tinh thể sẽ được xoay tròn từ từ (theo một độ dời góc nhất định) và cứ mỗi lần xoay ta lại thu thập một mẫu nhiễu xạ mới. Tập hợp các ảnh 2D này sẽ được chuyển thành một mô hình 3D về mật độ của các electron bên trong tinh thể nhờ phương pháp toán học biến đổi Fourier và dữ liệu hóa học của mẫu (tức là ta đã biết thành phần hóa học của chất). Từ đó, có thể suy ra vị trí của các nhân nguyên tử mật độ electron và dữ liệu hóa học.

## Tổng quan về nhiễu xạ tia X đơn tinh thể
Phương pháp lâu đời nhất và chính xác nhất của tinh thể học tia X là nhiễu xạ tia X đơn tinh thể, trong đó chùm tia X bị bản hồi từ các mặt phẳng có khoảng cách đều nhau của một đơn tinh thể, tạo ra một mẫu nhiễu xạ gồm các điểm gọi là nhiễu xạ. Mỗi nhiễu xạ tương ứng với một tập các mặt phẳng có khoảng cách đều nhau bên trong tinh thể. Mật độ các electron bên trong tinh thể được xác định từ vị trí và độ sáng của các nhiễu xạ khác nhau quan sát được khi tinh thể từ từ xoay quanh chùm tia X; mật độ này, cùng với dữ liệu bổ sung (về thành phần hóa học), cho phép ta xác định vị trí của các nguyên tử bên trong tinh thể.  Nó có thể xác định lực liên kết hóa học trung bình giữa các nguyên tử và góc giữa chúng trong khoảng vài ngàn Ångström và vài chục độ.

### Thủ tục
Kĩ thuật nhiễu xạ tia X đơn tinh thể có 3 bước chính. Đầu tiên - khó nhất - là thu thập một tinh thể tốt. Tinh thể phải đủ lớn (thường là lớn hơn 100 micron ở mọi chiều), không có tạp chất và có cấu trúc ổn định, không bị nứt nẻ.
Bước hai, đặt tinh thể vào trong đường đi của chùm tia X cực mạnh, thường có bước sóng đơn (monochromatic X-rays), để tạo ra các mẫu nhiễu sắc. Tinh thể từ từ xoay và dữ liệu được thu thập lại. Mỗi ảnh chứa hàng chục ngàn điểm nhiễu xạ với các cường độ khác nhau.
Bước ba, dùng kĩ thuật tính toán và dữ liệu hóa học bổ sung để đưa ra mô hình về sự sắp xếp các nguyên tử bên trong tinh thể. Kết quả có thể được lưu trữ ở các CSDL công cộng.

## Lịch sử

### Sơ lược về tinh thể và tia X

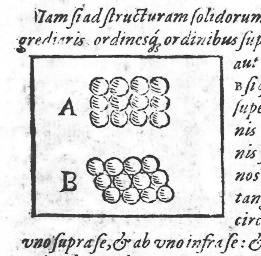
Cấu trúc tinh thể hình vuông (hình A, trên) và hình lục giác (hình B, dưới), minh họa trong sách của Kepler, Strena seu de Nive Sexangula

Các tinh thể từ lâu đã nổi tiếng về tính sắp xếp theo quy luật và đối xứng, nhưng chưa được nghiên cứu một cách khoa học mãi cho tới thế kỉ 17.  Johannes Kepler đã đưa ra giả thuyết trong cuốn Strena seu de Nive Sexangula (1611) rằng tính đối xứng lục giác của tinh thể bông tuyết là do sự đóng gói theo quy luật của các phân tử nước hình cầu.

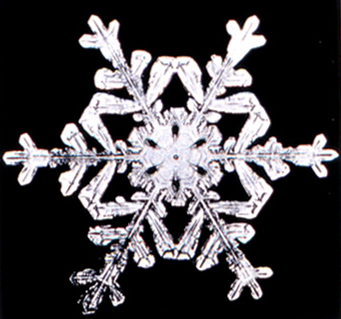
Được hiển thị bằng tinh thể học tia X, đối xứng lục giác của bông tuyết là do sự sắp xếp theo khối bốn mặt của liên kết hydro quanh phân tử nước. Các phân tử nước tạo thành một lưới kim cương, có tính đối xứng lục giác khi được nhìn dọc theo trục chính.

Nicolas Steno (1669) là người đầu tiên thử nghiệm tính đối xứng của tinh thể, ông đã cho thấy rằng các góc giữa 2 bề mặt tinh thể là luôn như nhau và tiếp đến là René Just Haüy (1784), người đã khám phá ra rằng mỗi mặt của một tinh thể có thể được mô tả bởi 3 số nguyên nhỏ, gọi là chỉ số Miller. Điều này dẫn Haüy đến quan điểm đúng đắn là các tinh thể có cấu trúc mảng 3 chiều không thay đổi (lưới Bravais) các nguyên tử và phân tử; một phân tử tế bào đơn vị được lặp đi vô hạn định dọc theo 3 trục cơ bản đó (các trục này không nhất thiết là vuông góc nhau). Vào thế kỉ 19, tổng hợp mọi đối xứng có thể có của một tinh thể đã được đưa ra bởi Johann Hessel, Auguste Bravais, Yevgraf Fyodorov, Arthur Schönflies và sau này là William Barlow.

Tinh thể học tia X cho thấy sự sắp xếp của một phân tử nước trong đá, tiết lộ cho thấy liên kết hydro tạo ra đối xứng lục giác

Tia X được khám phá ra bởi Wilhelm Conrad Röntgen năm 1895. Nó là sóng điện từ, hay một dạng khác của ánh sáng.

### Phân tích tia X của các tinh thể

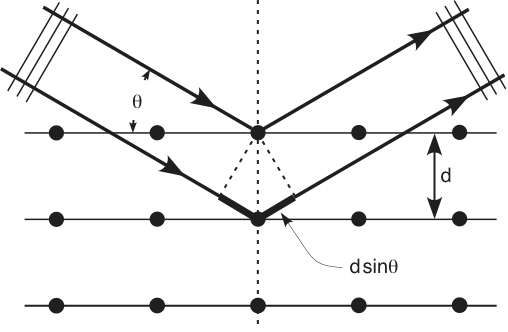
Chùm tia đi vào (từ phía trên bên trái) gây ra cho mỗi phát tán tỏa ra lại một phần nhỏ năng lượng dưới dạng sóng cầu. Nếu các phát tán được sắp xếp đối xứng với khoảng phân cách d, thì những sóng cầu này sẽ đồng bộ chỉ theo hướng mà sự chênh lệch chiều dài đường đi là 2 d sin θ bằng với gấp số nguyên lần bước sóng λ. Trong trường hợp đó, một phần của chùm tia đi vào bị làm lệch một góc 2θ, tạo ra một điểm nhiễu xạ trong mẫu nhiễu xạ.

Các tinh thể là các mảng cố định của các nguyên tử và tia X có thể được xem là các sóng điện từ. Các nguyên tử làm phân tán tia X, chủ yếu dựa vào các electron của nguyên tử; nó cũng giống như sóng biển đánh vào một ngọn hải đăng có các gờ đá bao quanh thì tạo ra một làn sóng nhỏ khác tỏa ra theo mọi hướng từ ngọn hải đăng đó, thì tia X đánh vào một electron bao quanh nguyên tử cũng tạo ra một sóng cầu tỏa ra từ electron đó. Hiện tượng này gọi là tán xạ (scatterer). Một mảng không thay đổi các tán xạ tạo ra một mảng cố định các sóng cầu. Mặc dù các sóng này triệt tiêu nhau theo hầu hết các hướng, chúng vẫn cộng lẫn nhau theo một vài hướng, tuân theo định luật Bragg.
{\displaystyle 2d\sin \theta =n\lambda }
với n là số nguyên.  Những hướng chọn lựa sẽ xuất hiện là các điểm trên mẫu nhiễu xạ, hay còn gọi là sự phản xạ (reflection).

### Phát triển từ 1912 đến 1920

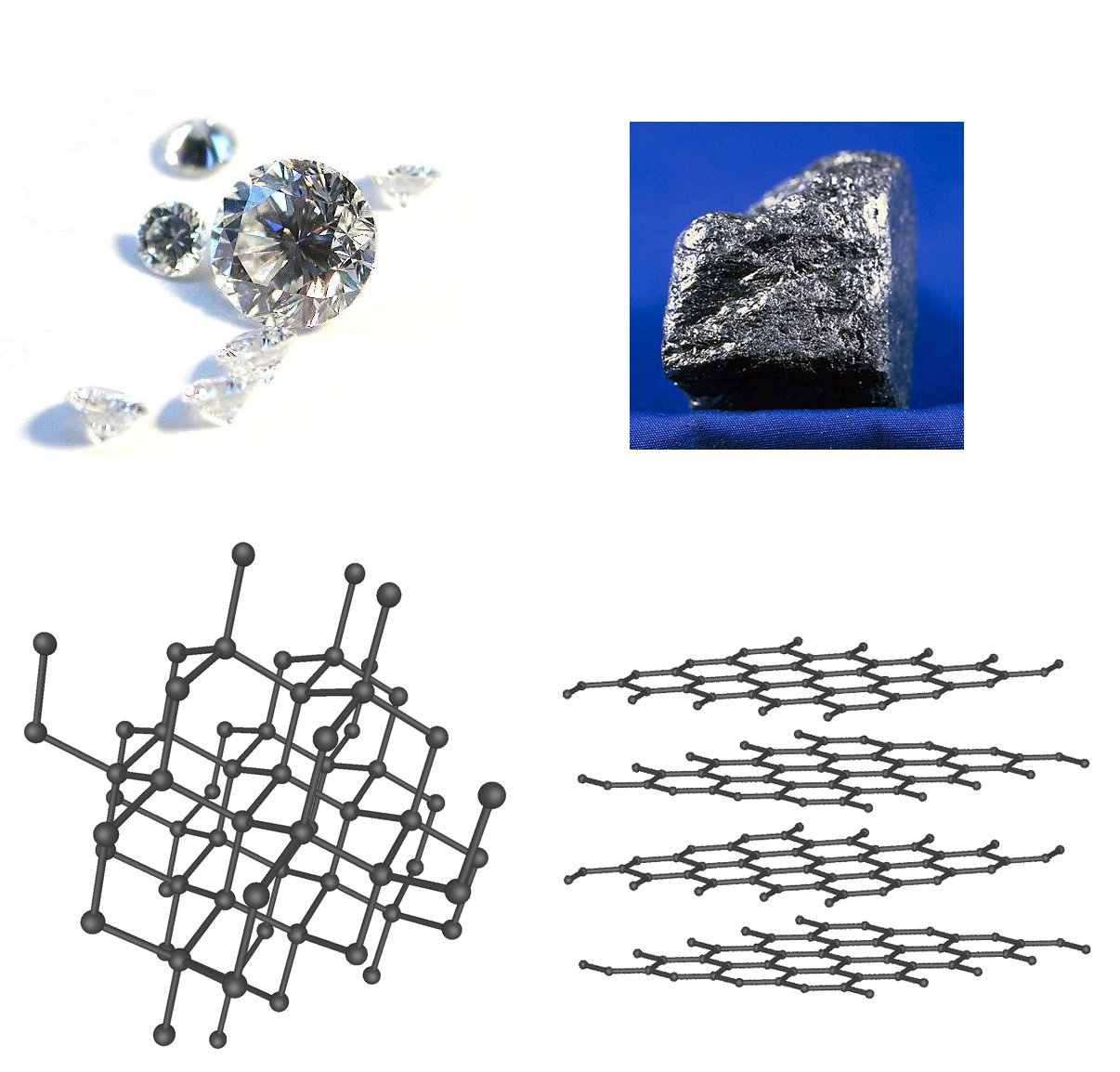
Mặc dù kim cương (trên bên trái) và than chì (trên bên phải) là giống nhau về thành phần hóa học — đều hoàn toàn carbon — tinh thể học tia X cho thấy sự sắp xếp các nguyên tử (bên dưới), dẫn đến sự khác nhau về tính chất giữa chúng. Trong kim cương, các nguyên tử cácbon được sắp xếp theo khối tứ diện và được giữa với nhau bằng liên kết cộng hóa trị đơn, tạo cho nó kết nối mạnh theo mọi hướng. Ngược lại, than chì tạo bơi các lớp chồng lên nhau, trong đó nguyên tử cácbon liên kết lục giác bằng các liên kết đơn và đội, không có liên kết cộng hóa trị giữa các lớp.

Sau nghiên cứu tiên phong của von Laue, lĩnh vực này phát triển nhanh chóng, nổi tiếng nhất là hai nhà vật lý William Lawrence Bragg và cha của ông William Henry Bragg. Năm 1912-1913, Bragg trẻ đã phát triển ra định luật Bragg, liên kết tán xạ quan sát được với sự phản xạ từ các mặt phẳng có khoảng cách đều nhau bên trong tinh thể.

## Phương pháp

### Thu thập dữ liệu

#### Treo tinh thể lên

Minh họa cho thấy chuyển động của máy đo góc kết kappa 4 chu kì. Việc quay quanh một trong 4 góc bất kì φ, κ, ω và 2θ giúp đưa rõ tinh thể ra trước chùm tia X (màu cam), và đổi hướng cho phép nhiều không gian tương hỗ được quan sát. Cuối cùng, bộ nhận dạng (màu tía với màn hình đen) có thể điều chỉnh gần hoặc xa tinh thể, cho phép có thể chỉnh độ phân giải cao (nếu gần) hoặc nhìn thấy tốt hơn các đỉnh Bragg (nếu ở xa).

Vì cả tinh thể và chùm tia là rất nhỏ, nên tinh thể phải đặt ở giữa chùm tia với độ chính xác trong khoảng 25 microns, nhờ sự hỗ trợ của một camera được hội tụ ở tinh thể.  Loại đo góc kế phổ dụng nhất là "kappa goniometer", loại thường có 3 góc xoay: góc ω, xoay quanh trục gần như vuông góc với chùm tia; góc κ, quay quanh trục vào khoảng 50° so với trục ω; và góc φ quay quanh trục mao dẫn (loop/capillary axis).  Khi góc κ là zero, thì các trục ω và φ trùng khớp.

#### Nguồn tia X

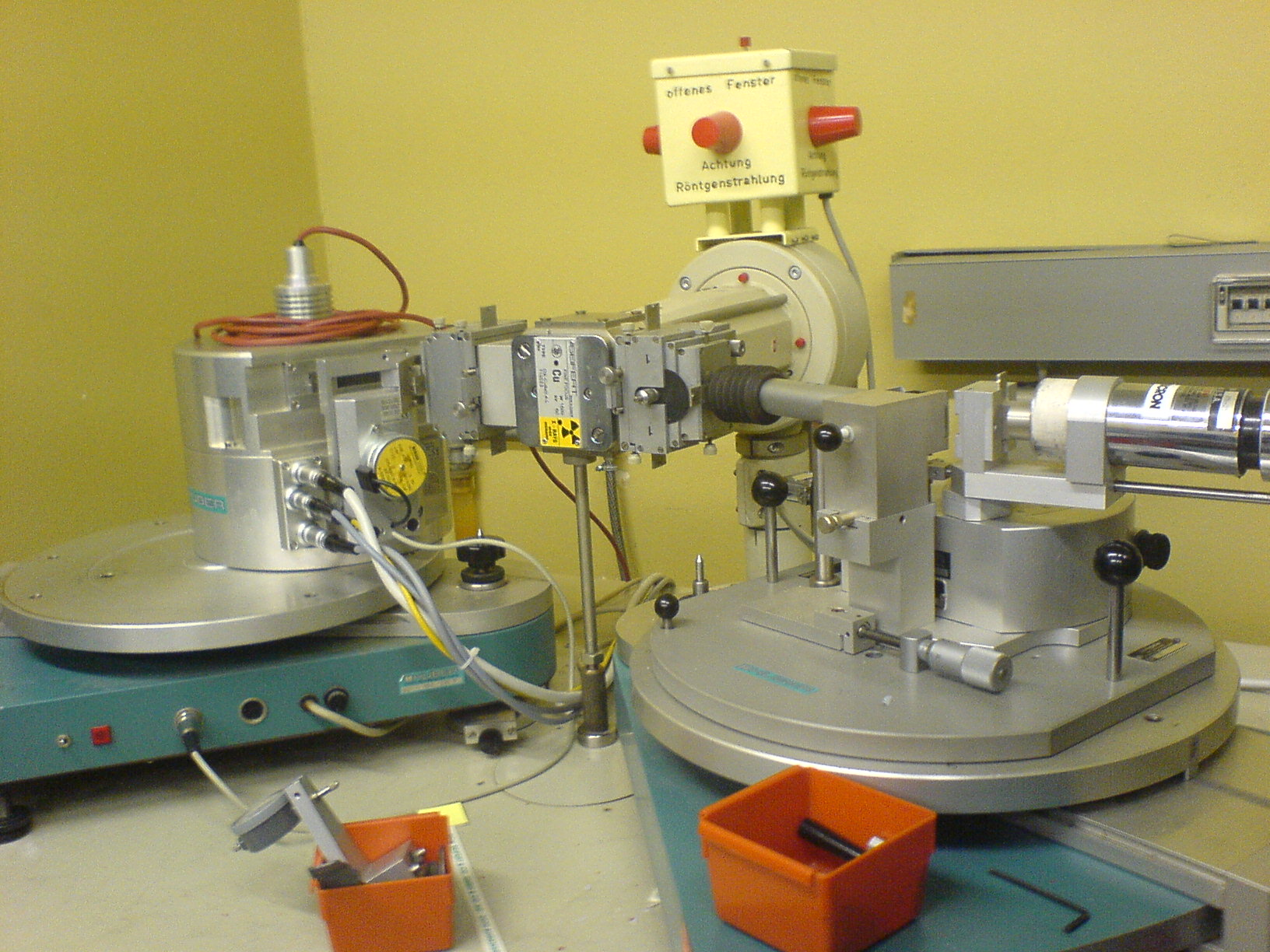
Nhiễu xạ kế

#### Ghi lại các nhiễu xạ

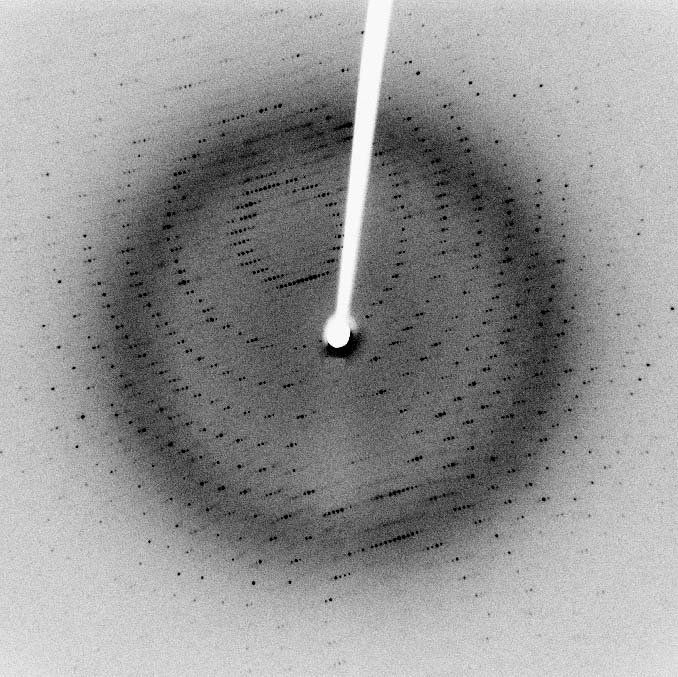
Một mẫu nhiễu xạ tia X của một enzyme được tinh thể hóa. Mẫu tạo bởi các chấm đen (gọi là nhiễu xạ) có thể được dùng để xây dựng lại cấu trúc của enzyme đó.

## Thư viện ảnh

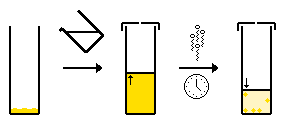
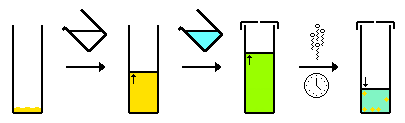
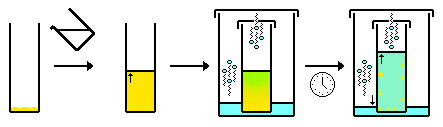
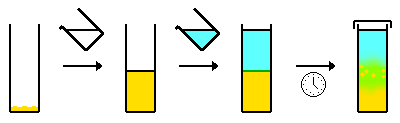
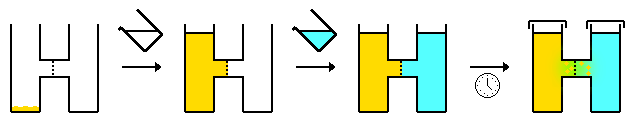